# Biblioteca Europeia de Informação e Cultura
A Biblioteca Europeia de Informação e Cultura (Biblioteca Europea di Informazione e Cultura, em italiano; BEIC) é um projeto com base em Milão, na Itália para a realização de uma nova biblioteca moderna. Ele começou no final dos anos 1990, quando Antonio Padoa-Schioppa apresentou a ideia pela primeira vez à cidade de Milão e ao Ministério Italiano por Patrimônio e Atividades Culturais. A biblioteca é divida em duas unidades principais: física e virtual.

## BeicDL

Ilustração por Giovanni Giorgi da obra Operationes chirurgicae (1685) de Girolamo Fabricio d'Acquapendente, uma das imagens históricas no acervo da BEIC.

A inauguração da biblioteca digital da BEIC (BeicDL) ocorreu em 30 de novembro de 2012. A unidade virtual possui mais de 27 objetos digitais e mais de 3 mil autores. Os itens estão organizados em coleções semânticas e são gratuitamente acessíveis através da internet.

## Arquivo do depósito regional legal de Lombardia
De acordo com a lei italiana 106 de 15 de abril de 2004, toda a região italiana deve coletar todos os itens submetidos a depósito legal. A região da Lombardia confiou a administração de seu Arquivos de Documentos Publicados à BEIC, com o apoio da Biblioteca Nazionale Braidense de Milão. O aquivo possui o seu próprio catálogo online de acesso público.

## Arquivo Paolo Monti

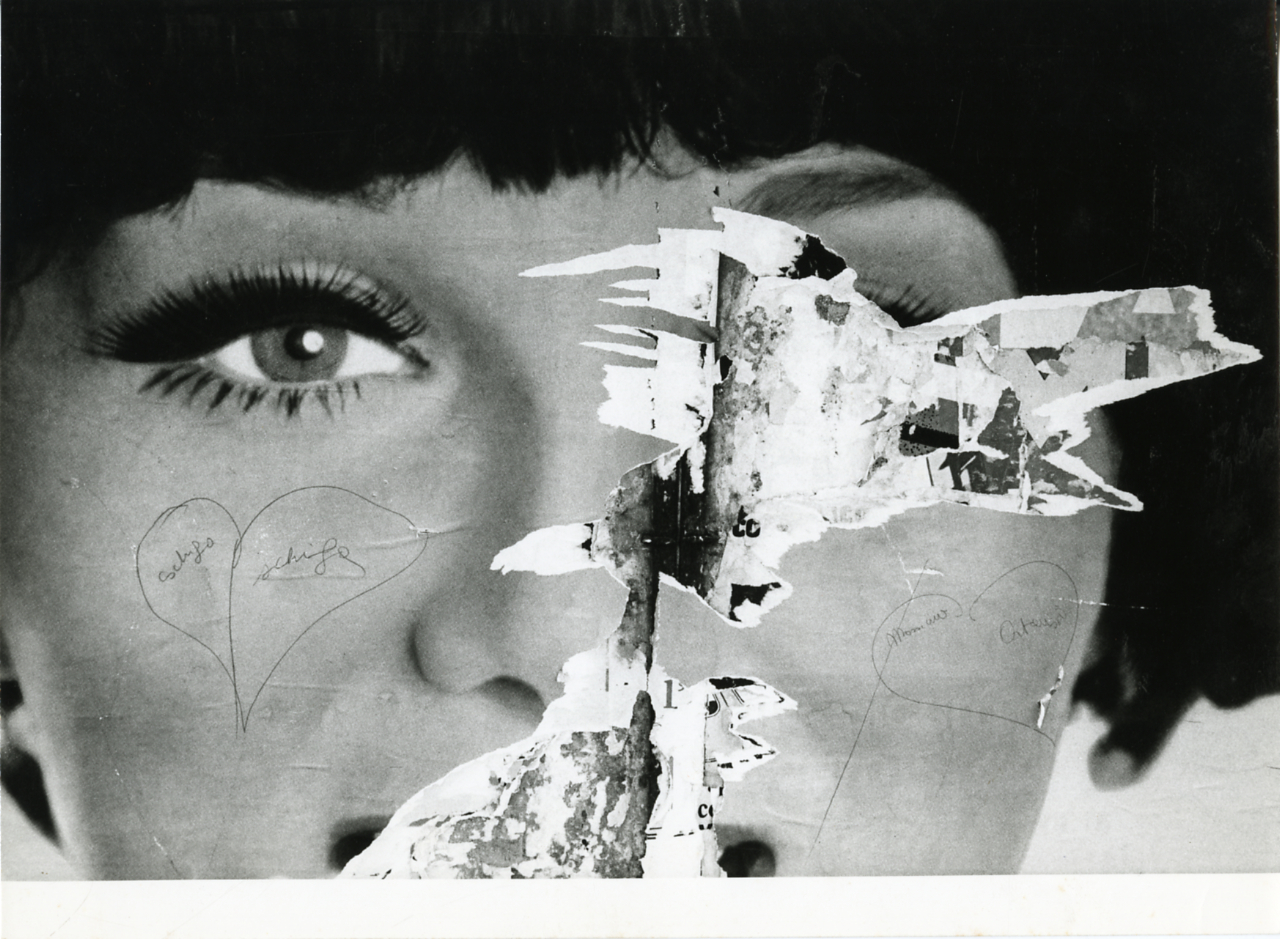
Imagem da obra de Paolo Monti, Serie fotografica (Venezia, 1971), lançada sob licença livre pela BEIC

Em 2008, a BEIC adquiriu o arquivo completo de Paolo Monti, declarado como de notável interesse histórico pelo Ministério Italiano por Patrimônio e Atividades Culturais. O arquivo - que contém mais de 223 mil negativos, 12 244 impressões, e 790 quimigramas - foi catalogado e aberto ao público.